# 2984 Chaucer
Chaucer (asteroide 2984) é um asteroide da cintura principal, a 2,1386712 UA. Possui uma excentricidade de 0,1344966 e um período orbital de 1 418,75 dias (3,88 anos).
Chaucer tem uma velocidade orbital média de 18,94763998 km/s e uma inclinação de 3,05355º.
Este asteroide foi descoberto em 30 de Dezembro de 1981 por Edward Bowell.